# 环戊二烯酮
环戊二烯酮（英語：Cyclopentadienone）是分子式为C5H4O的有机化合物，可看作最简单的环状二烯酮，化学性质活泼，会很快二聚化。一些衍生物如四苯基环戊二烯酮是稳定的，常作为有机金属化学的配体。